# Дом 47 на проспекте Мира/ Дом 20 на улице Никитина

Вид дома № 20 со стороны улицы Никитина. Фото 1981 года

Дом на проспекте Мира, 47/ Дом на улице Никитина, 20, иное наименование — Здание, в котором жил видный общественный деятель и этнограф Д. Т. Шанаев — памятник истории во Владикавказе, Северная Осетия. Памятник, связанный с историей осетинской национальной культуры. Выявленный объект культурного наследия России и культурного наследия Северной Осетии. Находится в исторической части города на пересечении проспекта Мира, д. 47 и улицы Никитина, д. 20.
Здание построено в 1912 году. Согласно владикавказскому краеведу Ф. С. Кирееву владельцем дома был купец Пётр Петрович Андреев, который содержал на первом этаже собственную бакалейную лавку, сдавал квартиры на втором этаже, торговую площадь на первом этаже для ювелирного магазина С. Б. Шихмана и магазина швейных машинок фирмы «Зингер». Отец купца Петра Андреева в 1880-х годах выделил значительную сумму пожертвования на строительство Свято-Троицкой братской церкви.
С 1910-х годов по 1928 года в этом доме на втором этаже проживал осетинский общественный деятель Джантемир Токаевич Шанаев, который переселился в этот дом из соседнего дома № 46 на противоположной стороне Александровского проспекта.
Здание внесено в реестр охраняемых памятников истории 10 июня 1981 года Главным управлением охраны, реставрации и использования памятников истории и культуры Министерства истории и культуры СССР.

## Архитектура
Двухэтажное здание выходит фасадами на проспект Мира и улицу Никитина. Этажи разделяет протянутый карниз. Под закруглёнными окнами второго этажа располагаются заглублённые ниши. Вертикальные пилястры, идущие периметру здания со стороны проспекта Мира, разделяют между собою каждую пару второго этажа. Первый этаж, предназначенный для торговых помещений, состоит из больших прямоугольных окон-витрин. Над углом здания на втором этаже расположен балкон с ажурным металлическим ограждением и железным козырьком. Под угловым окном находится вход в подвальное помещение. На фасаде со стороны проспекта Мира располагаются фигурные аттики.

## Галерея

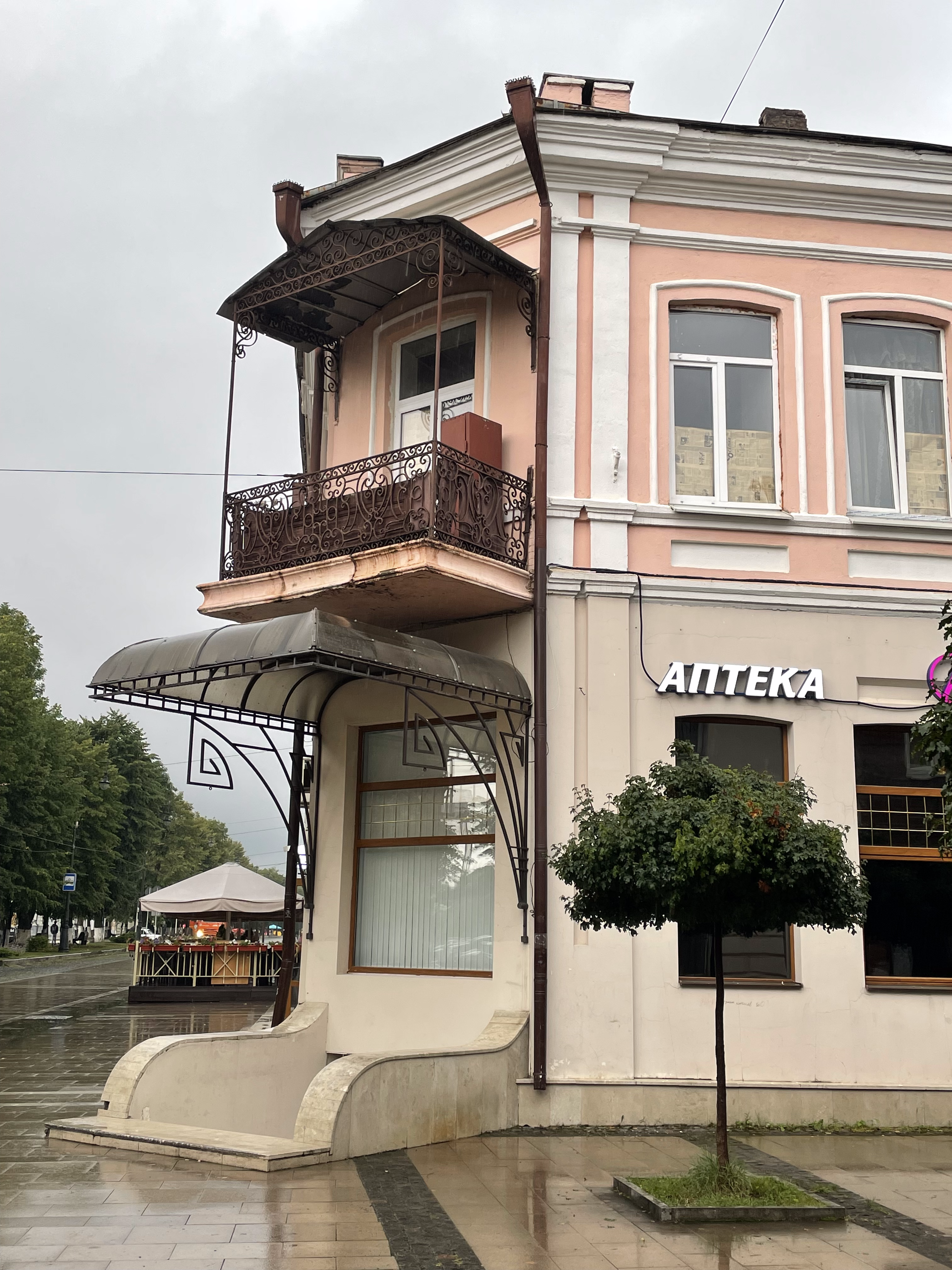
Угол дома с балконом
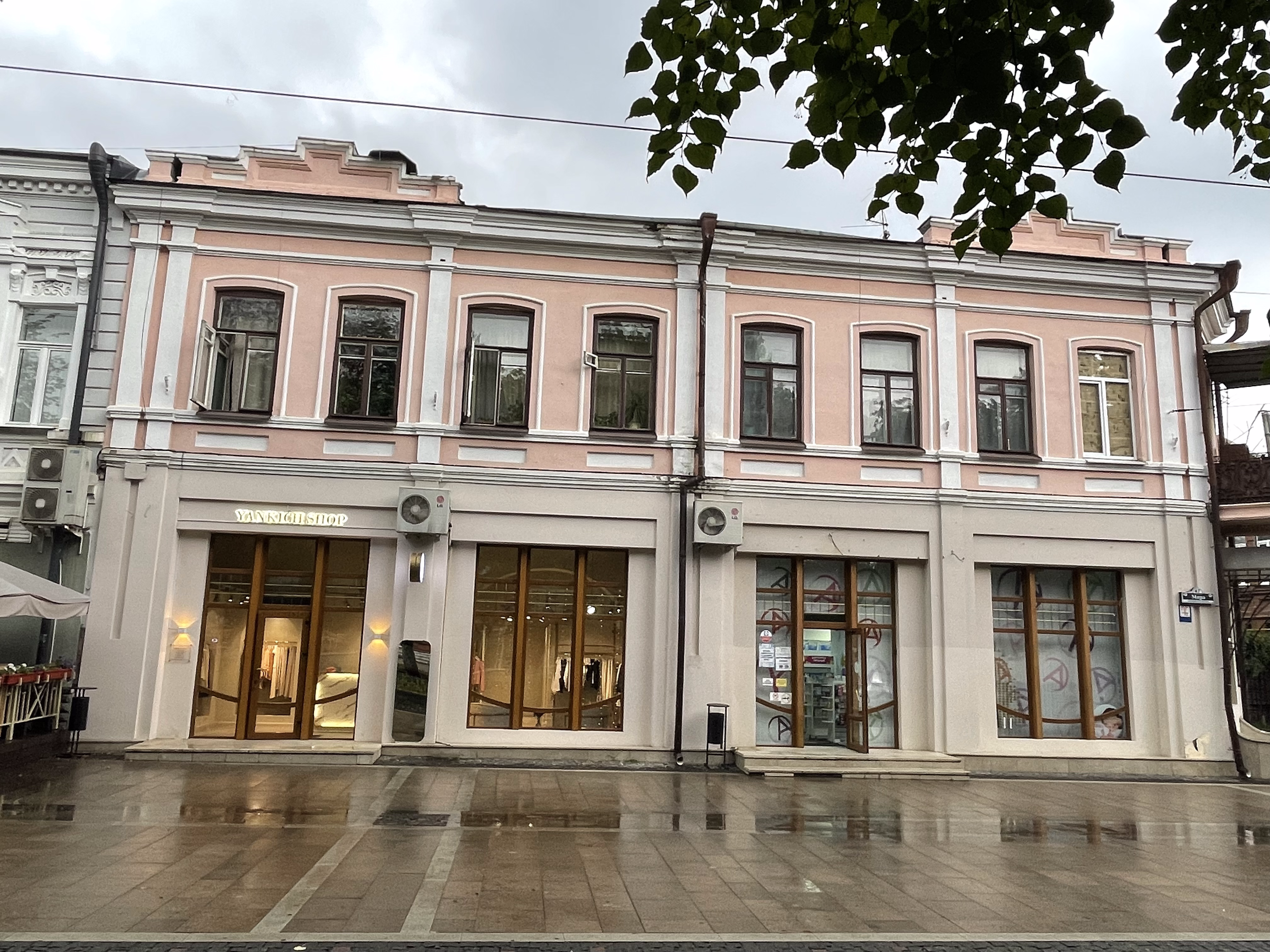
Вид со стороны проспекта Мира
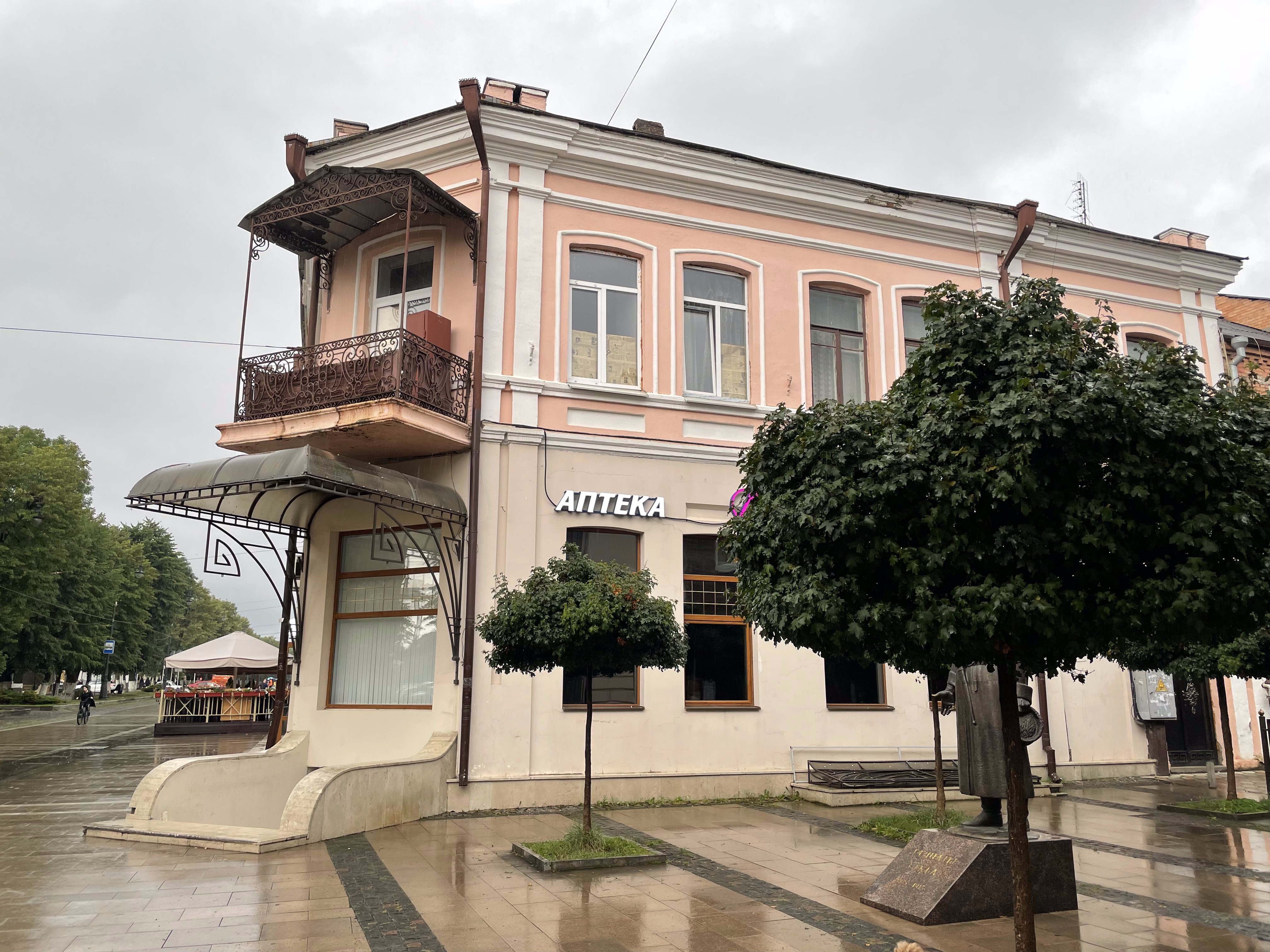
Вид со стороны улицы Никитина